# Adama Koné Clofie
Adama Koné Clofie (Costa de Marfil, 3 de noviembre de 1967) es un exfutbolista de Costa de Marfil que jugaba en la posición de centrocampista.

## Carrera

### Club
| Periodo   | Club          |
| --------- | ------------- |
| 1988-1994 | ASEC Mimosas  |
| 1995-2000 | Africa Sports |

### Selección nacional
Jugó para Costa de Marfil en 13 ocasiones de 1993 al 2000 y anotó dos goles, uno de ellos fue en la victoria por 3-1 ante Malí en el partido por el tercer lugar de la Copa Africana de Naciones 1994. También participó en la Copa Africana de Naciones 1996.

## Logros
- Primera División de Costa de Marfil (7): 1990, 1991, 1992, 1993, 1994, 1996, 1999
- Copa de Costa de Marfil (2): 1990, 1998
- Félix Houphouët-Boigny Cup (2): 1990, 1994
- Campeonato de Clubes de la WAFU (1): 1990
- Recopa Africana (1): 1999